# スペイン狭軌鉄道

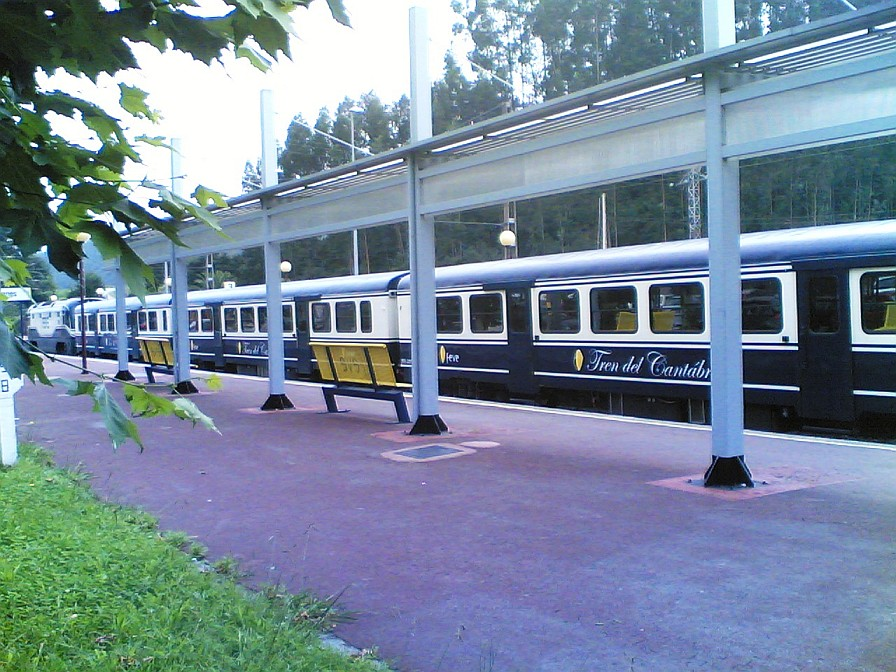
リエルガネス駅に停車中の客車列車

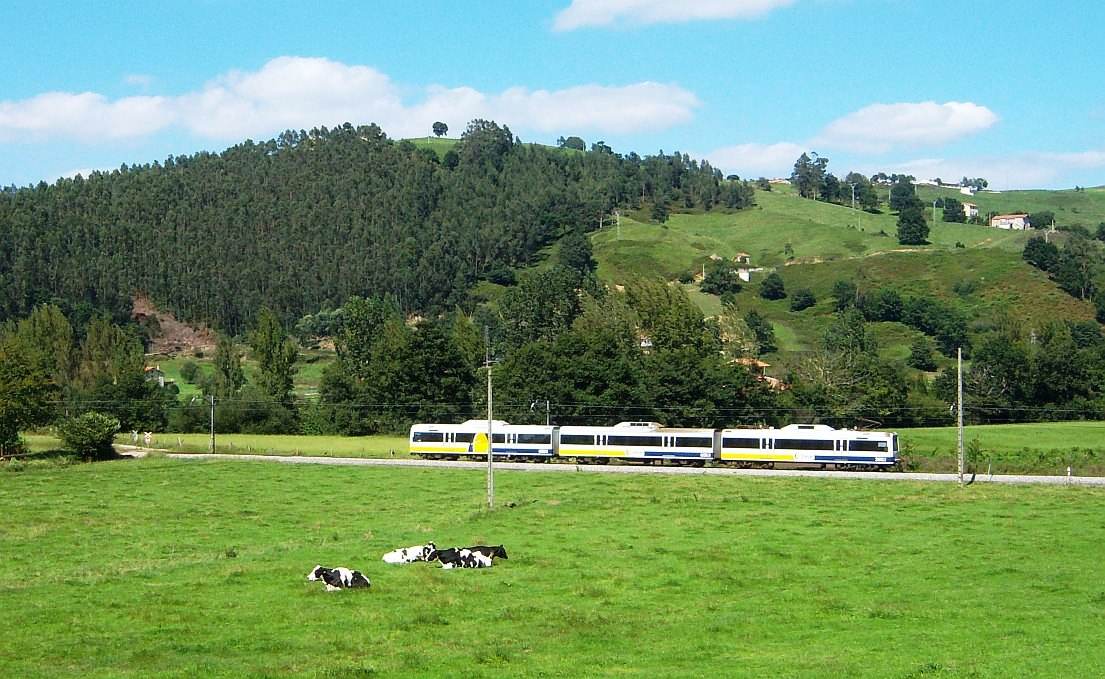
サンタンデール- リエルガネス間を走る電車

スペイン狭軌鉄道（スペインきょうきてつどう、スペイン語: Ferrocarriles  de Vía Estrecha）は、 2012年まで存在したスペインの国営鉄道事業者。略称はFEVE。スペインのメーターゲージ路線の大部分に当たる1,250kmの路線を保有していた。

## 歴史
倒産した民間鉄道を引き継ぎ、1926年からは政府経営のEFE (Explotación de Ferrocarriles por el Estado)が運行されていたが、EFEに代わる組織として1965年にFEVEが設立された。1941年にはレンフェ（スペイン国鉄）が設立されており、やがてスペイン国内の全ての広軌鉄道がレンフェの所有となると、EFEは狭軌線のみを運営する組織となった。FEVEは政府所有の商業的な会社として1972年に設立された。
FEVEは既存の事業者が利益を上げる事の出来なかった標準軌線（軌間1,435mm）及び狭軌線（1,067mm, 1,000mm, 914mm, 750mm）を吸収し続け、その多くは軌間1,000mmに変更された。しかしながら、スペイン1978年憲法下での地方分権により、FEVEも事業の一部を新たに出来た自治州に移管し始めた。1978年に一部がカタルーニャ州に移管されてカタルーニャ公営鉄道 (FGC)となり、1979年に一部がバスク州に移管されてバスク鉄道となり、1986年に一部がバレンシア州に移管されてバレンシア公営鉄道 (FGV)となり、1994年に一部がバレアレス諸島州に移管されてマヨルカ鉄道となった。ムルシア州の狭軌鉄道ネットワークはFEVEの制御下に残った。前述のEFEはマドリードで郊外路線を運行していたが、この路線はメトロ・マドリードの10号線となった。
2012年12月31日、FEVEの狭軌ネットワークとレンフェの広軌ネットワークが合併され、FEVEという企業は消滅した。インフラは国営のアディフに移管され、車両はレンフェ・オペラドーラに移管された。狭軌ネットワークの運行は再編成後に同じ条件下で続けられている。

## FEVEの路線網
2012年以前にFEVEが運営していた狭軌線の多くは、スペイン北西端のガリシア州からアストゥリアス州、カンタブリア州を経てバスク州まで続き、大西洋のビスケー湾の海岸線の周辺に位置していた。これらは他の地域のより孤立した路線と異なり、FEVEが統合的に管理していたため、大きくて重要な交通システムを構成していた。FEVEが保有していた1,194kmの路線のうち、316kmが電化されていた。

### トランスカンタブリコ線
FEVEによって運行されていた排他的な観光路線として、延長650kmのトランスカンタブリコ線があった。この路線はエスパーニャ・ベルデの海岸線に沿って、バスク州サン・セバスティアン、バスク州ビルバオ、カンタブリア州サンタンデール、アストゥリアス州オビエド、ガリシア州フェロル、カスティーリャ・イ・レオン州レオンを結び、1982年に全通した。列車は休日運行を行い、車両には寝台個室、ラウンジ、レストランが備わっていた。総所要日数は7泊8日である。トランスカンタブリコ線では、フェロルからアンダイエ（フランス）までの区間で部分的に一般的な地域輸送も行っており、その一部はバスク鉄道などの地域事業者が運営していた。非観光路線でもっとも距離が長いFEVEの定期列車は、レオンとビルバオの間を約7時間で結んでいた。

### 通勤輸送
FEVEはセルカニアスと呼ばれる通勤電車を運行していた。FEVEの主要な通勤地区はアストゥリアス地方であり、FEVEの5路線が密集するアストゥリアス地方では、FEVEの路線とレンフェの路線が完全に統合され、地域のメトロシステムとして効果的に機能していた。ビルバオ近郊では、ビルバオのコンコルディア駅からビスカヤ県西部のバルマセダまでの路線を運行しており、バスルト、ソドゥペ、アラングレン、サリャなどの町や、ビスカヤ県の小規模な村や集落を通っていた。

### 貨物輸送
FEVEは年間約4億6,000万トンの貨物を輸送しており、事業の大部分を占めていた。多くの産業に欠かせない鉄、鋼、石炭を輸送していた。

## FEVEの路線を引き継いだ事業者
- バスク鉄道 (EuskoTren)およびメトロ・ビルバオ : バスク州
- カタルーニャ公営鉄道 (FGC) : カタルーニャ州
- バレンシア公営鉄道 (FGV) : バレンシア州
- マヨルカ鉄道 (SFM) : バレアレス諸島州
- メトロ・マドリード – マドリード州